# Coupe du monde d'escalade de 2001
Navigation
12e édition 14e édition
La coupe du monde d'escalade 2001 est la 13e coupe du monde d'escalade. Elle s'est tenue du 30 juin au 8 décembre 2001. Elle comporte cinq épreuves de difficulté, cinq de bloc et une seule de vitesse. La coupe du monde de difficulté est remportée par Alexandre Chabot et Muriel Sarkany, la coupe de bloc est remportée par Jérôme Meyer et Sandrine Levet, et la coupe de vitesse est remportée par Maksym Styenkovyy et Olga Zakharova.

## Classement général
| Catégories | Or                   | Or         | Argent                | Argent     | Bronze                            | Bronze     |
| ---------- | -------------------- | ---------- | --------------------- | ---------- | --------------------------------- | ---------- |
| Difficulté | Alexandre Chabot     | 420 points | Gérome Pouvreau       | 308 points | Tomás Mrázek                      | 248 points |
| Difficulté | Muriel Sarkany (3)   | 440 points | Martina Cufar         | 385 points | Sandrine Levet                    | 297 points |
| Bloc       | Jérôme Meyer         | 395 points | Mauro Calibani        | 343 points | Daniel Andrada Jimenez            | 336 points |
| Bloc       | Sandrine Levet (2)   | 480 points | Myriam Motteau        | 317 points | Corinne Theroux                   | 265 points |
| Vitesse    | Maksym Styenkovyy    | 100 points | Alexandre Chaoulsky   | 80 points  | Alexander Peshekhonov             | 65 points  |
| Vitesse    | Olga Zakharova (3)   | 100 points | Agung Ethi Hendrawati | 80 points  | Zosia Podgorbounskikh             | 65 points  |
| Combiné    | Alexandre Chabot (2) | 467 points | Serik Kazbekov        | 280 points | Kilian Fischhuber                 | 123 points |
| Combiné    | Sandrine Levet       | 777 points | Martina Cufar         | 416 points | Elena Choumilova Annatina Schultz | 253 points |

## Étapes
La coupe du monde d'escalade 2001 s'est déroulée du 30 juin au 8 décembre 2001, repartie en neuf étapes comprenant une ou deux disciplines.
| Dates                               | Lieu         | Difficulté | Bloc     | Vitesse  |
| ----------------------------------- | ------------ | ---------- | -------- | -------- |
| 30 juin 2001-1er juillet 2001       | Gap          | -          | X        | -        |
| 11 juillet 2001-15 juillet 2001     | Chamonix     | X          | X        | -        |
| 22 juillet 2001-23 juillet 2001     | Munich       | -          | X        | -        |
| 1er septembre 2001-2 septembre 2001 | Rovereto     | -          | X        | -        |
| 22 septembre 2001-23 septembre 2001 | Lecco        | X          | -        | -        |
| 19 octobre 2001-20 octobre 2001     | Aprica       | X          | -        | -        |
| 2 novembre 2001-4 novembre 2001     | Kuala Lumpur | X          | -        | X        |
| 16 novembre 2001-18 novembre 2001   | Kranj        | X          | -        | -        |
| 7 décembre 2001-8 décembre 2001     | Birmingham   | -          | X        | -        |
| Total : 9 étapes                    |              | 5 étapes   | 5 étapes | 1 étapes |

## Podiums des étapes

### Difficulté

#### Hommes
| Étapes       | Lieu                    | Or                   | Argent                            | Bronze           |
| ------------ | ----------------------- | -------------------- | --------------------------------- | ---------------- |
| 11 juillet   | Chamonix (France)       | Alexandre Chabot (2) | Serik Kazbekov Evgeny Ovchinnikov | -                |
| 22 septembre | Lecco (Italie)          | Alexandre Chabot (3) | François Auclair                  | Gérome Pouvreau  |
| 19 octobre   | Aprica (Italie)         | Tomás Mrázek         | Gérome Pouvreau                   | Alexandre Chabot |
| 2 novembre   | Kuala Lumpur (Malaisie) | Alexandre Chabot (4) | Christian Bindhammer              | Gérome Pouvreau  |
| 16 novembre  | Kranj (Slovénie)        | Tomás Mrázek (2)     | François Legrand                  | Maksym Petrenko  |

#### Femmes
| Étapes       | Lieu                    | Or                 | Argent         | Bronze              |
| ------------ | ----------------------- | ------------------ | -------------- | ------------------- |
| 11 juillet   | Chamonix (France)       | Martina Cufar      | Muriel Sarkany | Elena Ovtchinnikova |
| 22 septembre | Lecco (Italie)          | Sandrine Levet     | Muriel Sarkany | Martina Cufar       |
| 19 octobre   | Aprica (Italie)         | Muriel Sarkany (7) | Sandrine Levet | Martina Cufar       |
| 2 novembre   | Kuala Lumpur (Malaisie) | Muriel Sarkany (8) | Sandrine Levet | Annatina Schultz    |
| 16 novembre  | Kranj (Slovénie)        | Martina Cufar (2)  | Muriel Sarkany | Chloé Minoret       |

### Bloc

#### Hommes
| Étapes        | Lieu                         | Or                         | Argent                 | Bronze         |
| ------------- | ---------------------------- | -------------------------- | ---------------------- | -------------- |
| 30 juin       | Gap (France)                 | Jérôme Meyer               | Mauro Calibani         | Chris Sharma   |
| 11 juillet    | Chamonix (France)            | Daniel Andrada Jimenez (2) | Frédéric Tuscan        | Jérôme Meyer   |
| 22 juillet    | Munich (Allemagne)           | Daniel Andrada Jimenez (3) | Tomasz Oleksy          | Jérôme Meyer   |
| 1er septembre | Rovereto (Italie)            | Jérôme Meyer (2)           | Daniel Andrada Jimenez | Mauro Calibani |
| 7 décembre    | Birmingham (Grande-Bretagne) | Mauro Calibani             | Christian Core         | Jérôme Meyer   |

#### Femmes
| Étapes        | Lieu                         | Or                 | Argent           | Bronze                   |
| ------------- | ---------------------------- | ------------------ | ---------------- | ------------------------ |
| 30 juin       | Gap (France)                 | Myriam Motteau     | Sandrine Levet   | Olga Iakoleva            |
| 11 juillet    | Chamonix (France)            | Sandrine Levet (2) | Corinne Theroux  | Olga Bibik               |
| 22 juillet    | Munich (Allemagne)           | Sandrine Levet (3) | Myriam Motteau   | Elena Choumilova         |
| 1er septembre | Rovereto (Italie)            | Sandrine Levet (4) | Elena Choumilova | Olga Bibik               |
| 7 décembre    | Birmingham (Grande-Bretagne) | Sandrine Levet (5) | Lisa Rands       | Vera Kotasova-Kostruhova |

### Vitesse

#### Hommes
| Étapes     | Lieu                    | Or                    | Argent              | Bronze                |
| ---------- | ----------------------- | --------------------- | ------------------- | --------------------- |
| 2 novembre | Kuala Lumpur (Malaisie) | Maksym Styenkovyy (2) | Alexandre Chaoulsky | Alexander Peshekhonov |

#### Femmes
| Étapes     | Lieu                    | Or                 | Argent                | Bronze                |
| ---------- | ----------------------- | ------------------ | --------------------- | --------------------- |
| 2 novembre | Kuala Lumpur (Malaisie) | Olga Zakharova (3) | Agung Ethi Hendrawati | Zosia Podgorbounskikh |

## Autres compétitions mondiales de la saison

### Championnats du monde d'escalade 2001

#### Difficulté

##### Hommes
| Étapes      | Lieu                 | Or              | Argent       | Bronze         |
| ----------- | -------------------- | --------------- | ------------ | -------------- |
| 5 septembre | Winterthour (Suisse) | Gérome Pouvreau | Tomáš Mrázek | François Petit |

##### Femmes
| Étapes      | Lieu                 | Or            | Argent         | Bronze        |
| ----------- | -------------------- | ------------- | -------------- | ------------- |
| 5 septembre | Winterthour (Suisse) | Martina Cufar | Muriel Sarkany | Chloé Minoret |

#### Bloc

##### Hommes
| Étapes      | Lieu                 | Or             | Argent          | Bronze         |
| ----------- | -------------------- | -------------- | --------------- | -------------- |
| 5 septembre | Winterthour (Suisse) | Mauro Calibani | Frédéric Tuscan | Christian Core |

##### Femmes
| Étapes      | Lieu                 | Or             | Argent         | Bronze           |
| ----------- | -------------------- | -------------- | -------------- | ---------------- |
| 5 septembre | Winterthour (Suisse) | Myriam Motteau | Sandrine Levet | Nataliya Perlova |

#### Vitesse

##### Hommes
| Étapes      | Lieu                 | Or                | Argent            | Bronze        |
| ----------- | -------------------- | ----------------- | ----------------- | ------------- |
| 5 septembre | Winterthour (Suisse) | Maksym Styenkovyy | Vladimir Zakharov | Tomasz Oleksy |

##### Femmes
| Étapes      | Lieu                 | Or           | Argent             | Bronze           |
| ----------- | -------------------- | ------------ | ------------------ | ---------------- |
| 5 septembre | Winterthour (Suisse) | Olena Ryepko | Mayya Piratinskaya | Svetlana Sutkina |